# 紐托尼亞鎮區 (密蘇里州牛頓縣)
紐托尼亞鎮區（英語：Newtonia Township）是位於美國密蘇里州牛頓縣的一個行政鎮區。

## 地方資料
紐托尼亞鎮區的面積為65.93平方千米，當中陸地面積為65.90平方千米，而水域面積為0.03平方千米。根據2020年美國人口普查的數據，當地共有人口754人，而人口密度為每平方千米11.44人。